# Царицин (селище)
Царицин (рос. Царицын) — селище у Городищенському районі Волгоградської області Російської Федерації.
Населення становить 1319  осіб. Входить до складу муніципального утворення Царицинське сільське поселення.

## Історія
Селище розташоване у межах українського історичного та культурного регіону Жовтий Клин.
Згідно із законом від 14 травня 2005 року № 1058-ОД органом місцевого самоврядування є Царицинське сільське поселення.

## Населення
| 2010 | 2012  | 2013  | 2014  | 2015  | 2016  | 2017  |
| ---- | ----- | ----- | ----- | ----- | ----- | ----- |
| 1059 | ↗1066 | ↗1105 | ↘1096 | ↗1124 | ↗1220 | ↗1319 |